# Longyu

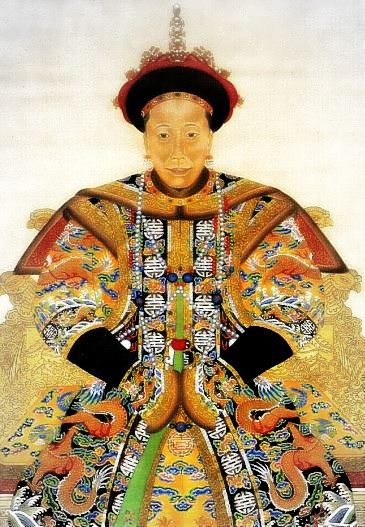
Keizerin Longyu

Keizerin-weduwe Longyu (Chinees: 孝定景皇后叶赫那拉氏) (28 januari 1868 - Peking, 22 februari 1913) was de echtgenote van de keizer Guangxu van de Mantsjoe Qing-dynastie. Zij was de laatste keizerin van China.

## Leven
Keizerin-weduwe Longyu kwam van de Mantsjoe Yehenara (葉赫那拉) stam en was de dochter van Kuai Xiang, en nicht van keizerin-weduwe Cixi. Haar moeder was van Mongoolse afkomst en overleed in 1904. Longyus privénaam was Jingfan (靜芬). Dit werd verteld door prinses Derling die twee jaar vanaf 1903 in de Verboden Stad had geleefd.
Jingfan werd geboren in het zevende regeringsjaar van de keizer Tongzhi. Ze betrad de Verboden Stad in 1888 toen de keizer Guangxu meerderjarig werd. Haar tante had het huwelijk tussen Jingfan en de keizer - dat plaatsvond in 1889 - geregeld omdat zij de macht van haar familie wilde vergroten. Gezegd wordt dat keizer Guangxu eerst een andere dame wilde kiezen tot zijn keizerin, maar dat dit door Cixi werd tegengehouden. Na de trouwdag werd zij meteen gekroond tot keizerin. Jingfan was een nicht van haar man. Omdat het geen goed huwelijk was, zocht de keizer naar het gezelschap van een van zijn bijvrouwen, Gemalin Zhen (de Parel Bijzit).
Tijdens de hervormingsperiode van keizer Guangxu koos Jingfan de kant van haar tante, die tegen de hervormingen was. Hierdoor verslechterde de relatie tussen haar en de keizer. Guangxu werd opgesloten op een eiland en Jingfan was de enige die hem mocht bezoeken. In 1900 tijdens de Boxeropstand vluchtte zij samen met Cixi en Guangxu naar Xi'an.

## Einde van het Chinese keizerrijk
In 1908 overleden zowel de keizer en Cixi, een dag na elkaar. Een dag voor de dood van Cixi had zij de opvolger aangewezen: "Puyi". Jingfan zou zijn wettige moeder worden en werd geëerd met de titel keizerin-weduwe Longyu ("vererende overvloed"). Regenten voor de jonge keizer werden zijn vader prins Zaifeng en legeraanvoerder Yuan Shikai. Longyu werd mederegentes en had de belangrijkste inspraak tijdens audiënties. Prins Zaifeng stopte echter met regeren in 1911 en Longyu regeerde alleen gedurende een korte periode. Inmiddels had de Xinhai-revolutie al voor vele problemen gezorgd en Yuan Shikai adviseerde Longyu om de jonge keizer te laten aftreden. In 1912 tekende zij de abdicatie van de keizer in naam van de keizer Xuantong. Hiermee eindigde de Qing dynastie na ongeveer 250 jaar. Het ondertekenen van het verdrag ging gepaard met afspraken die Longyu had gemaakt. Zo zou de keizer zijn titel behouden, andere afspraken waren:
- De keizerlijke familie mag zijn eigendommen behouden.
- De keizerlijke familie mag in de verboden stad verblijven en zou later naar de Yuan Ming Yuan zomer paleis verhuizen.
- De keizerlijke familie zal 4 000 000 yuan per jaar ontvangen om rond te komen.
- De keizerlijke graven zullen worden beschermd en onderhouden.
- De nieuwe regering zal betalen voor de uitvaart en het mausoleum van keizer Guangxu.

Jingfan overleed enkele maanden na de abdicatie. Zij werd per trein naar het Chongling mausoleum getransporteerd en daar begraven. Na haar dood kreeg zij de eretitel keizerin Xiao Ting Jing (孝定景皇后).

## De keizerin als persoon
In biografieën als die van prinses Derling en Puyi komt Jingfan ter sprake. In het boek dat Derling heeft geschreven komt de keizerin vaak voor. Zo beschrijft Derling bijvoorbeeld de eerste ontmoeting tussen haar en de keizerin. In de biografie van Puyi komt naar voren dat de relatie tussen Puyi en Longyu niet goed was. Op een gegeven moment stopte zij met het verzorgen van hem en liet zij de eunuchen dit doen. Gezegd wordt dat na de abdicatie in 1911 Longyu onregelmatig at, onregelmatig sliep en levenloos door het paleis wandelde.